# NIRIA
Het NIRIA was een Nederlandse beroepsorganisatie voor ingenieurs die waren afgestudeerd in het middelbaar technisch onderwijs, later het hoger technisch onderwijs genoemd.
De naam staat voor: Nederlands Instituut voor Register-Ingenieurs en Afgestudeerden van Hogere Technische Scholen.
De oorsprong van het NIRIA ligt omstreeks 1910, toen de eerste middelbare technische scholen werden opgericht. De afgestudeerden organiseerden zich in verenigingen die in 1920 gingen samenwerken in de Vereniging van Afgestudeerden van Middelbare Technische Scholen (VAMTS).
In 1928 werd van hier uit de Commissie van Advies van de Samenwerkende Organisaties van Middelbare Technici opgericht. Dit wordt als het oprichtingsjaar gezien van de organisatie die zich later NIRIA ging noemen.
In 1934 werd vanuit deze Commissie het Nederlands Instituut van Middelbare Technici (NIMT) opgericht.
Dit instituut bracht sedert 1946 het Polytechnisch Tijdschrift uit als officieel orgaan.
In 1957 werd de naam van de middelbare technische scholen veranderd in hogere technische scholen (hts). De voormalige uitgebreid technische school (uts) ging in 1968 middelbare technische school (mts) heten.
Het NIMT veranderde hierop haar naam in het Nederlands Instituut van Register-Ingenieurs en Hogere Technici (NIRIHT). Dit fuseerde in 1959 met de nog bestaande VAMTS tot NIRIA.
Sedert 1972 mocht iedere afgestudeerde van een hts of hogere agrarische school (has) de titel ingenieur (ing.) voor de naam voeren, tot die tijd achter de naam. Hiermee verviel het onderscheid met register-ingenieurs en werd de naam van het NIRIA omgedoopt in: Nederlandse Ingenieursvereniging NIRIA.
Dit bleef zo tot 2004, toen het NIRIA met het KIvI fuseerde tot het Koninklijk Instituut Van Ingenieurs KIVI NIRIA.